# Asian Rugby Championship 1994
El Asian Rugby Championship  de 1994 fue la 14.ª edición del principal torneo asiático de rugby.
Fue parte del proceso clasificatorio a la Copa Mundial de Rugby, el campeón, el seleccionado de Japón, clasificó a Sudáfrica 1995.

## Participantes
- Corea del Sur
- Hong Kong
- Japón
- Malasia
- Singapur
- Sri Lanka
- Tailandia
- Taiwán

## Desarrollo

### Grupo A
| Pos. | Equipo    | Encuentros | Encuentros | Encuentros | Encuentros | Tantos  | Tantos    | Tantos     | Puntos Totales |
| Pos. | Equipo    | jugados    | ganados    | empatados  | perdidos   | a favor | en contra | diferencia | Puntos Totales |
| ---- | --------- | ---------- | ---------- | ---------- | ---------- | ------- | --------- | ---------- | -------------- |
| 1    | Japón     | 3          | 3          | 0          | 0          | 226     | 17        | 209        | 6              |
| 2    | Taiwán    | 3          | 2          | 0          | 1          | 53      | 80        | - 27       | 4              |
| 3    | Malasia   | 3          | 1          | 0          | 2          | 47      | 144       | - 97       | 2              |
| 4    | Sri Lanka | 3          | 0          | 0          | 3          | 30      | 115       | - 85       | 0              |

| 22 de octubre | Japón | 56 - 5 | Taiwán |  |  |

| 22 de octubre | Malasia | 23 - 18 | Sri Lanka |  |  |

| 24 de octubre | Japón | 67 - 3 | Sri Lanka |  |  |

| 24 de octubre | Malasia | 15 - 23 | Taiwán |  |  |

| 26 de octubre | Japón | 103 - 6 | Malasia |  |  |

| 26 de octubre | Taiwán | 25 - 9 | Sri Lanka |  |  |

### Grupo B
| Pos. | Equipo        | Encuentros | Encuentros | Encuentros | Encuentros | Tantos  | Tantos    | Tantos     | Puntos Totales |
| Pos. | Equipo        | jugados    | ganados    | empatados  | perdidos   | a favor | en contra | diferencia | Puntos Totales |
| ---- | ------------- | ---------- | ---------- | ---------- | ---------- | ------- | --------- | ---------- | -------------- |
| 1    | Corea del Sur | 3          | 3          | 0          | 0          | 183     | 31        | 152        | 6              |
| 2    | Hong Kong     | 3          | 2          | 0          | 1          | 274     | 41        | 233        | 4              |
| 3    | Tailandia     | 3          | 1          | 0          | 2          | 80      | 163       | - 83       | 2              |
| 4    | Singapur      | 3          | 0          | 0          | 3          | 21      | 323       | - 302      | 0              |

Nota: Se otorgan 2 puntos al equipo que gane un partido, 1 al que empate y 0 al que pierda
| 23 de octubre | Corea del Sur | 28 - 17 | Hong Kong |  |  |

| 23 de octubre | Tailandia | 69 - 5 | Singapur |  |  |

| 25 de octubre | Tailandia | 0 - 93 | Hong Kong |  |  |

| 25 de octubre | Corea del Sur | 90 - 3 | Singapur |  |  |

| 27 de octubre | Hong Kong | 164 - 13 | Singapur |  |  |

| 27 de octubre | Corea del Sur | 65 - 11 | Tailandia |  |  |

### Definición 3° puesto
| 29 de octubre | Hong Kong | 80 - 26 | Taiwán |  |  |

### Final
| 29 de octubre | Japón | 26 - 11 | Corea del Sur |  |  |

| Bandera de Japón |
| Campeón Japón    |
| Décimo título    |